# Ruth Lyttle Satter
Ruth Lyttle Satter (New York, 1923. március 8. – ?, 1989. augusztus 3.) amerikai botanikus, a cirkadián levélmozgás felfedezője.

## Élete
New Yorkban született, 1923. március 8-án, Ruth Lyttle néven.
A Barnard kollégiumban szerzett BA fokozatot matematikából és fizikából 1944-ben. Miután végzett tanulmányaival, a Bell laboratóriumban kezdett dolgozni, emellett állása volt a Maxson társaságnál is. 1946-ban férjhez ment Richard Satterhez, és idejét a házimunkára, valamint négy gyermekük (Mimi, Shoshana, Jane és Dick) felnevelésére fordította. A növények iránti szeretete miatt ezen idő alatt elvégezte a New York-i Botanikus Kert kertészeti képzését, és 1953 és 1963 között az YMCA Hobbiiskolában kertészeti oktatóként tevékenykedett.
1964-ben felvették a connecticuti állami egyetem növényélettan szakára, ahol 1968-ban szerzett PhD fokozatot. Doktori munkája során Satter elkezdte feltárni a növényi cirkadián óra molekuláris alapjait. Meghatározta a vörös/távoli-vörös fény és a hozzá kapcsolódó fotopigment, a fitokróm hatását a növényi morfogenezisre. A cirkadián ritmusokkal kapcsolatos munkája meghatározta karrierjét, és jelentős befolyással volt a kronobiológia területére.
1968-ban csatlakozott Arthur W. Galston laboratóriumához, először alkalmazottként, majd kutatóként. Eközben folytatta kronobiológiai kutatásait, a levelek mozgására összpontosítva. Ez a munkája rámutatott, hogy a levélmozgást egy ionáramlás hozza létre, ami a növények mozgását is szabályozza a ciklikus világos-sötét, illetve a tartósan sötét vagy tartósan világos környezetekben is. 1980-ban szerzőtársa lett Galtonnak és Peter J. Daviesnek a Zöld növények élete tankönyv harmadik kiadása megírásában.
1980-ban Satter a Connecticuti Egyetem rezidens professzora is lett, ahol felfedezte, hogy a foszfatidilinozitol-ciklus az alapvető fényátviteli mechanizmus a levélmozgató sejtekben. Ebben az évben Ruthnál krónikus limfocitális leukémiát diagnosztizáltak, de ez csak fokozta tudományos érdeklődését, így több tanulmányt publikált, egy könyvön dolgozott, és nemzetközi elismerést szerzett a kronobiológiával kapcsolatos munkájával. Emellett aktív maradt férjével: beutazták a világot, hogy kerékpározzanak, ússzanak és megismerjék a különböző kultúrákat.

## Halála és öröksége
Habár Ruth a betegsége nagyrészét aktívan, munkával töltötte, az egészsége a 80-as évek végén hanyatlani kezdett, így a kezelés abbahagyása mellett döntött, saját kezébe vette hátralevő idejének irányítását. A döntésből származó belső békességét és utolsó napjait férje örökítette meg a New York Timesban megjelent cikkében.
1989. augusztus 3-án, 66 éves korában végül elvesztette az elhúzódó csatát betegségével. Végakarata szerint létrejött a Ruth Satter Emlékdíj,, amely 1000 dollárral támogatja azokat a nőket, akik családalapítás miatt legalább három évre meg kell, hogy szakítsák tanulmányaikat. 1990-ben testvére, Joan S. Birman megalapította a Ruth Lyttle Satter Matematikai Díjat az emlékezetére. Ez utóbbit két évente osztják ki Satter kutatás iránti elkötelezettsége tiszteletére, hogy ezzel is bátorítsák a nők tudományos életben való részvételét. A díjjal együtt 5000 dollár összeg is jár annak a nőnek, aki a matematikai kutatásokhoz jelentős mértékben járul hozzá.

## Munkássága

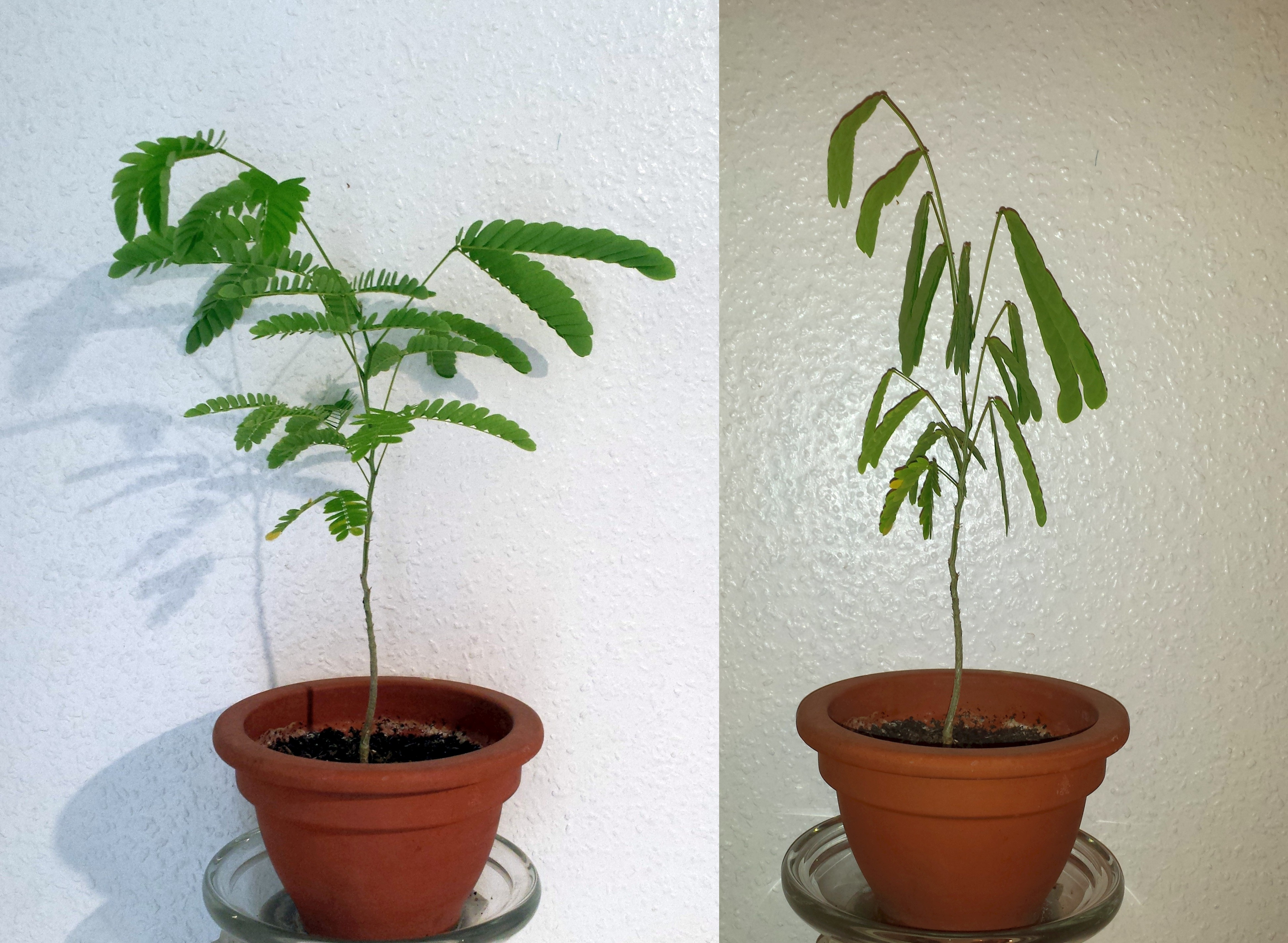
A Satter kutatásaiban is használt növényfaj, a perzsa selyemakác (Albizia julibrissin) egy fiatal példányának levélmozgása

### A cirkadián ritmusú levélmozgás működése
A levelek cirkadián ritmusát a francia Jean-Jacques d'Ortous de Mairan szerzetes fedezte fel a 18. században. Ez olyan lényeges megfigyelés volt, hogy a jelenséget cirkadián óramutatónak nevezték el, habár a molekuláris működése Satter kutatásai előtt ismeretlen volt.
Satter munkája az volt, hogy megfejtette a levélcsukló (pulvinus) − a levelek vagy levélkék alapjánál található speciális növényi mozgató szerv − működését, ami a levelek egyenesedését és ernyedését vezérli. Felfedezte, hogy a kálium- és kloridionok koncentrációjának változása ozmotikus vízáramlást hoz létre, ez pedig a sejt víztartalmát megváltoztatja. A levélcsukló kétféle sejtet: flexort és extenzort tartalmaz. Satter munkája megmutatta, hogy ahogyan a flexorban az oldottanyag- és vízmennyiség, s ezzel együtt a sejt teltsége nő, úgy az extenzorban az ionok és a víz mennyisége, azaz a sejt teltsége csökken. Ez a koordinált, ellentétes irányú változáspár a levélcsukló tágulását vagy összehúzódását, így a levelek kiegyenesedését vagy elernyedését okozza.
Satter tanulmányozta a cirkadián állapotváltozásokat a membránpotenciálban, együttműködve a Vermonti Egyetemről Richard Racusennel. Satter megállapította, hogy a membránpotenciál változásai túl gyorsak ahhoz, hogy azokat csak a korábbi cikkeiben leírt, kálium- és kloridionok passzív jellegű áramlása okozza. Felfedezett egy energiát igénylő (azaz aktív jellegű) protonpumpa működést, ami a sejtekből eltávolítja a protonokat (H+) – vagyis csökkenti ott a pH-t –, s ezzel segíti a megfigyelt gyors elektromos változásokat, így például a káliumionok áramlását. Emiatt Satter és Racusen megállapították, hogy a membránpotenciál változásai vezérlik a cirkadián ritmusú levélmozgáshoz szükséges ionáramot. További kísérletekkel különböző feltételek mellett (sötétség, fehér fénynek, vörös fénynek, infravörös/távoli-vörös fénynek való kitettség) megmutatták, hogy a levélcsukló flexor és extenzor sejtjeiben a pH ugyancsak ellentétesen változik. Ezek alapján Satter megmutatta, hogy sötétben a flexor sejtekben voltak aktívak a protonpumpák, világosban pedig az extenzor sejtekben.

### Mozgató sejtek
Satter fellebbentette a fátylat arról a működésről, ami lehetővé teszi a cirkadián ritmusú levélmozgások és a világos-sötét ciklusú folyamatok szinkronizációját. Ez azáltal történt, hogy megmutatta, hogy a levélcsuklóban található fitokrómok (egyfajta fotopigmentek a növényekben) közvetítik a membránpotenciál azon változásait, amik a vörös és a távoli-vörös fény hatására következtek be.
A fitokrómoknak két, egymásba átalakulni képes izomerjük van: Pfr és Pr. A vörös fény a levélcsukló fitokrómjait a Pfr formába alakítja, ami a levelek ernyedését segíti, míg a távoli-vörös fény a Pr formába alakítja, ami a levelek nyílását mozdítja elő. A Pfr formájú fitokróm depolarizálja a sejtmembránt azzal, hogy a káliumion-csatornákat nyit meg, így lehetővé teszi a káliumionok áramlását, míg a Pr formájú fitokróm hiperpolarizációt hoz létre a sejtmembrán mentén azzal, hogy bezárja a káliumion-csatornákat, s ezzel gátolja az ionok áramlását. Ahogyan a 24 órás napi ciklus során a vörös és távoli-vörös fény mennyisége változik, úgy változik a levélcsukló fitokrómjának izomer formája is, és így ezen keresztül megvalósul a levelek mozgása.
Satter tanulmányozta emellett a többi frekvencia hatását is. Felfedezte, hogy a kék fény fáziseltolódást okoz a sámánfa és a selyemakác levélmozgásában is. Eszerint a kék fény a levelek kinyílását és ernyedését eltolja (sietteti vagy késlelteti) a vörös fény által szabályozotthoz képest, azonban az ehhez kapcsolódó fotoreceptorokat csak később találták meg.

## Fordítás
Ez a szócikk részben vagy egészben  a   Ruth Lyttle Satter című angol Wikipédia-szócikk ezen változatának fordításán alapul.  Az eredeti cikk szerkesztőit annak laptörténete sorolja fel. Ez a jelzés csupán a megfogalmazás eredetét és a szerzői jogokat jelzi, nem szolgál a cikkben szereplő információk forrásmegjelöléseként.